# Duillier
Duillier é uma comuna no distrito de Nyon, cantão de Vaud, na Suíça.
Com uma área 4.11 km2 75 % é de utilização agrícola e uma zona habitável ou de infra-estructuras de 16 %.